# الطريقة الأحمدية

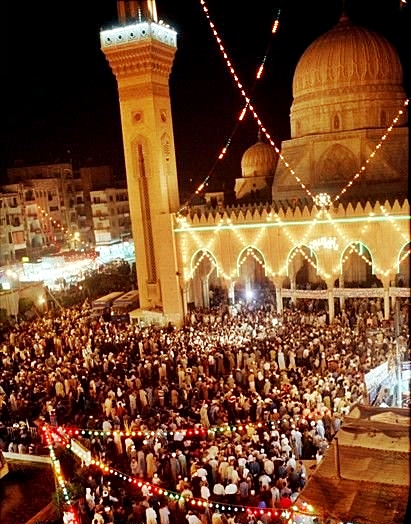

الطريقة الأحمدية أو البدوية، إحدى الطرق الصوفية السنيّة التي تنسب إلى الشيخ أحمد البدوي الملقب بأبي الفتيان. وقد نشر طريقته من مصر من طنطا وتولى أمور الطريقة بعده عبد العال وهو من أوائل مريديه الذين تربوا على يده. وانتشرت طريقته من مصر إلى أقطار العالم الإسلامي مثل تركيا وليبيا والسودان وغيرها من الدول العربية والأوربية والآسيوية.
ولقد تفرعت منها الطرق العديدة مثل:
- الشناوية وشيخها حسن محمد الشناوي، وهو شيخ مشايخ الطرق الصوفية في مصر ورئيس المجلس الصوفي الأعلى سابقا.
- المرازقة وشيخها عصام الدين أحمد شمس الدين.
- الشعيبية وشيخها محمد محمد الشعيبي.
- الزاهدية وشيخها حسن السيد حسن يوسف.
- الجوهرية وشيخها الحسين أبو الحسن الجوهري.
- الفرغلية وشيخها أحمد صبري الفرغلي.
- الإمبابية وشيخها هاني محمد علي سلمان.
- البيومية وشيخها أحمد حامد فضل.
- السطوحية وشيخها علي زين العابدين السطوحي.
- الحمودية وشيخها إبراهيم محمد المغربي.
- التسقيانية وشيخها أحمد إبراهيم التسقياني.
- الكناسية وشيخها [حمد سلامة نويتو.
- المنايفة وشيخها علي الدين عبد الله المنوفي.
- الجعفرية وشيخها عبد الغني صالح الجعفري.
- الجريرية وشيخها عبد الله خويطر جرير.
- الحلبية.
- السلامية وشيخها الأستاذ الدكتور حسين عبد المجيد حسين أبو العلا.
- الكنانية.